# Harbin Z-9 Haitun
L'Harbin Z-9 (nome in codice NATO Haitun), è un elicottero multiruolo biturbina sviluppato dall'azienda aeronautica cinese Harbin. Esso é una versione costruita su licenza dell'elicottero francese Aérospatiale SA 365 Dauphin.

## Sviluppo
Il primo Z-9 volò nel 1981 e fu costruito in Cina a partire da componenti forniti da Aérospatiale come parte di una licenza di produzione acquistata il 15 ottobre 1980. Il 16 gennaio 1992, volò la versione indigena Z-9B, costruita con il 70% di componenti fabbricati in Cina. I test di volo terminarono nel novembre dello stesso anno ed il progetto fu completato il mese successivo. La produzione dello Z-9B iniziò nel 1993 ed i primi esemplari entrarono in servizio nelle forze armate cinesi a partire dal 1994.
Come l'AS 365N da cui è stato sviluppato, lo Z-9B è dotato di un rotore di coda in Fenestron, ma dotato di 11 pale invece delle 13 utilizzate nella versione francese. In missioni per il trasporto tattico di truppe, lo Z-9 ha la capacità di trasportare 10 soldati completamente armati. Generalmente lo Z-9 è identico all'AS 365N Dauphin, anche se le varianti successive dello Z-9 incorporano più materiali compositi per aumentare la resistenza strutturale e ridurre la segnatura radar. L'elicottero ha un rotore principale a quattro pale, con due motori turboalbero montati uno accanto all'altro sulla parte superiore della cabina, con una disposizione del motore identica all'AS 365N.
Nel 2002, Harbin ha ottenuto la certificazione cinese per la nuova variante H410A dello Z-9, che dispone di più potenti motori Turbomeca Arriel 2C; Eurocopter ha sollevato obiezioni ufficiali per la decisione di Harbin di continuare la produzione nonostante fosse scaduto l'accordo di licenza-produzione, cosicché ci fu un periodo di negoziati internazionali altamente delicati per risolvere la controversia.

## Utilizzatori
Bolivia
- Ejército de Bolivia

6 Z-9 ordinati nel 2011 e consegnati nel settembre 2014.
 Cambogia
- Kangtorp Akas Khemarak Phumin

12 Z-9 consegnati. 9 in servizio al settembre 2017.
 Camerun
- Armée de l'Air du Cameroun

4 Z-9WE ordinati nel 2013, consegnati nel 2014, due dei quali persi rispettivamente ad aprile 2015 ed a maggio 2019.
 Capo Verde
- Força Aérea Caboverdiana

2 Z-9 consegnati ed in servizio al dicembre 2017.
 Cina
- Zhongguo Renmin Jiefangjun Kongjun

50 Z-9 consegnati, 42 in servizio al maggio 2018.
 Ghana
- Ghana Air Force

4 Z-9EH consegnati il 23 settembre 2015.
 Guinea Equatoriale
- Aeronautica militare della Guinea Equatoriale

2 Z-9WE consegnati ad aprile 2024.
 Kenya
- Kenya Army

9 Z-9WE consegnati. 6 in servizio all'aprile 2022.
 Laos
- Lao People's Liberation Army Air Force

6 Z-9A consegnati, 4 in servizio all'agosto 2022.
 Mali
- Force aérienne de la République du Mali

2 Z-9A consegnati. 1 in servizio al maggio 2018.
 Mauritania
- Force aérienne de la République Islamique de Mauritanie

2 Z-9A consegnati.
 Namibia
- Namibian Air Force

1 Z-9EH e 1 Z-9G consegnati. 2 in servizio al gennaio 2019.
 Pakistan
- Pakistan Naval Air Arm

12 Z-9EC consegnati dal 2009.
 Zambia
- Zambian Air Force

7 Z-9 consegnati.